# Gnadenkirchhof in Jelenia Góra

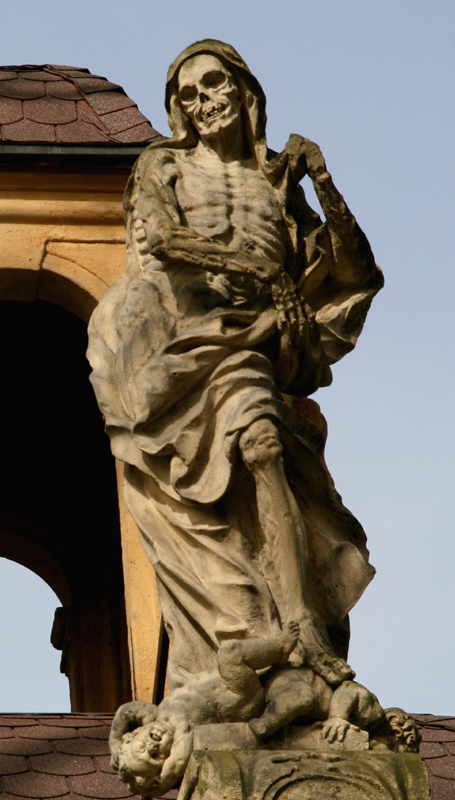
Gevatter Tod auf dem Dach des Grufthauses Nr. 2 (um 1716)

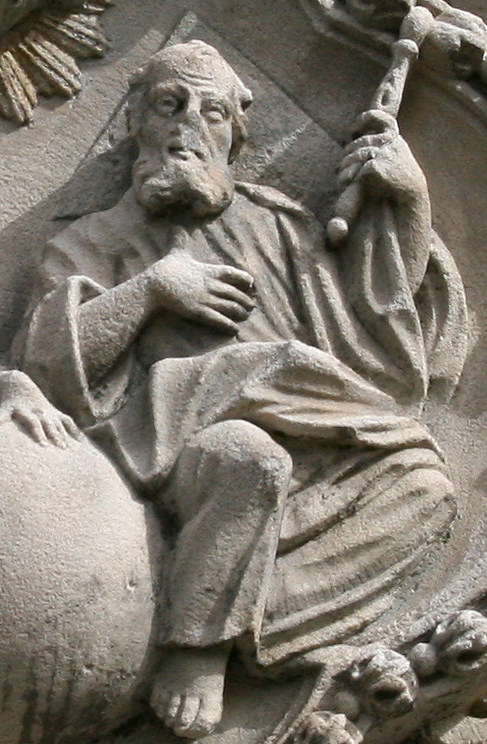
Gottvater im Himmelreich auf dem Grabstein der Familie Friede (um 1725)

Der Gnadenkirchhof in Jelenia Góra (polnisch Cmentarz Łaski w Jeleniej Górze; Cmentarz przy Kościele Łaski w Jeleniej Górze; Dawny cmentarz ewangelicki w Jeleniej Górze) ist eine barocke Friedhofsanlage in der Stadt Jelenia Góra (Hirschberg) in Niederschlesien (Polen). Er wurde ab 1709 nach dem Vorbild der deutschen frühneuzeitlichen Camposanto-Anlagen errichtet und war bis 1881 in Gebrauch. Zu seiner Bezeichnung waren auch die Namen Hirschberger Stadtgottesacker, Gnadenfriedhof oder Evangelischer Friedhof in Hirschberg gebräuchlich.

## Geschichte und Kunstgeschichte

### Die evangelische Gemeinde in Hirschberg

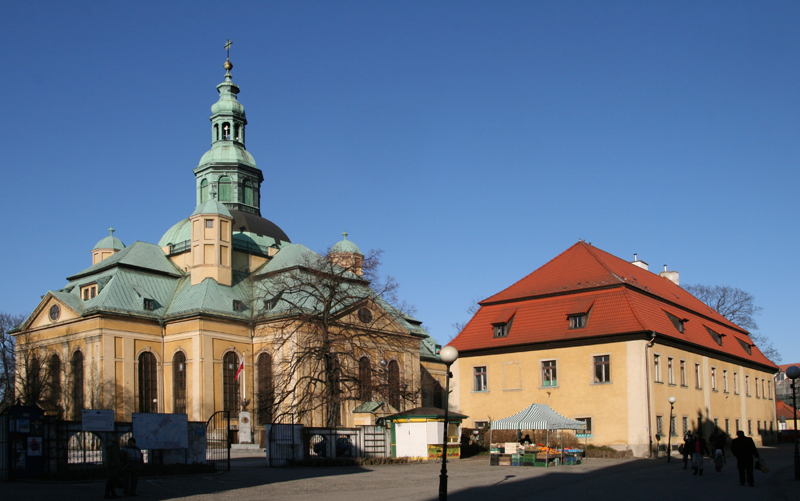
Gnadenkirche und Kantorhaus

Im Laufe des 16. Jahrhunderts kam es infolge des starken Bevölkerungswachstums zu einer Überbelegung der innerstädtischen Kirchhöfe. Deswegen und weil die Reformation die mit der besonderen Anlage der Kirchhöfe verbundene Reliquienverehrung ablehnte, verlegte man besonders in den evangelischen Herrschaften, wie ursprünglich in vorchristlicher Zeit, die Kirchhöfe vor die Ortschaften. So entstand auch der „Gnadenkirchhof in Hirschberg“. Er lag zur Zeit seiner Begründung im Jahr 1710 außerhalb der Stadtmauern, vor dem alten „Schildauer Tor“.
Die Reformation fand bald auch in Hirschberg Anhänger; im Jahr 1524 hielt der von der Stadt Hirschberg berufene Prediger Georg Langnickel aus Goldberg in der Hirschberger Pfarrkirche seine erste evangelische Predigt. Spätestens 1528 bekannte sich der ehemals katholische Stadtpfarrer Johann Sauermann zur neuen Lehre. Bis zum Beginn des Dreißigjährigen Krieges wuchs die evangelische Gemeinde in Hirschberg stetig und bildete bald die Bevölkerungsmehrheit, begünstigt durch eine relativ tolerante Religionspolitik der böhmischen Landesherren Maximilian II. und Rudolph II. Die Zeit des Dreißigjährigen Kriegs brachte Hirschberg 1634 einen schweren Stadtbrand und wechselnde Besatzungen. Nach dem Westfälischen Frieden wurde im Zuge der Gegenreformation 1650 der evangelische Gottesdienst in der Stadtpfarrkirche untersagt, die den Katholiken übereignet wurde. So besuchten die Evangelischen in den Jahren 1650 bis 1709 die Gotteshäuser in Jauer, Harpersdorf, Propsthain, Nieder Wiesa bei Greiffenberg sowie Gebhardsdorf in der Oberlausitz.
Nach der Altranstädter Konvention 1707, die der schwedische König Karl XII. dem Kaiser Joseph I. abgetrotzt hatte, erhielten die evangelischen Hirschberger die Erlaubnis zur Errichtung einer eigenen Gnadenkirche, einer evangelischen Schule und eines evangelischen Friedhofs. Am 22. April 1709 war der Grundriss der geplanten Gnadenkirche in einer feierlichen Zeremonie abgesteckt worden. 1718 wurde der fertiggestellte Bau eingeweiht. 1709–1711 wurde das evangelische Gymnasium errichtet und 1710 der Gnadenfriedhof in Gebrauch genommen. Finanziert wurden die neuen Bauten vornehmlich durch Mitglieder der reichen, 1658 entstandenen Hirschberger „Kauffmanns-Societät“, die auch die einflussreichsten Mitglieder des neuen evangelischen Kirchenrats stellte. Der katholische Stadtpfarrer behielt jedoch noch bis 1758 bei den kirchlichen evangelischen Feierlichkeiten wie Taufe, Heirat und Begräbnis verschiedene – besonders finanzielle – Ansprüche. Den evangelischen Hirschbergern war es erst nach der preußischen Eroberung Schlesiens im Jahr 1741 wieder erlaubt, Mitglied des Stadtrats zu werden, den sie dann aber ab 1742 auf königliche Anordnung Friedrichs II. sogar dominierten.

### Nutzung des Gnadenkirchhofs

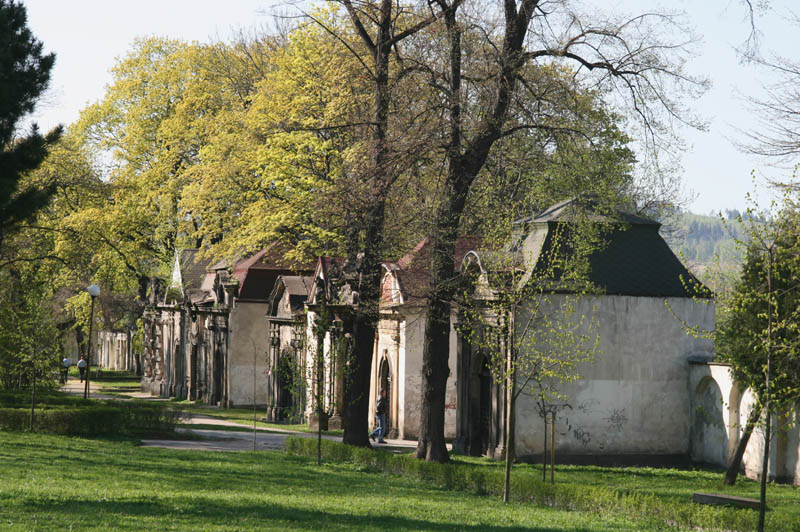
Grufthäuser der Schleierherren auf dem Gnadenkirchhof

Bis zum Pfingstfest am 19. Mai 1709 wurde auf dem Gelände des Gnadenkirchhofs eine provisorische Holzkirche, damals „Interims-Kirche“ genannt, fertiggestellt. Sie lag „am Abhange des nordwestlichen Berges“ des heutigen Kirchhofes, also vermutlich vor den Grufthäusern Nr. 7 und Nr. 8. Am 15. September 1709 hielt der erste Pfarrer der Gnadenkirche, Johann Neunhertz (1652–1737) seine Antritts-Predigt. Seit 1650 konnten in Hirschberg erstmals wieder evangelische Gottesdienste, Taufen und Beerdigungen in einem – wenn auch provisorischem – Gotteshaus gefeiert werden. Neun Jahre lang war die Behelfskirche in Gebrauch.
Am 16. Januar 1710 wurde auf dem „Evangelischen Gottes-Acker“ der erste Leichnam begraben. Die Verstorbene war Anna Maria Köhler, Gattin des bekannten Hirschberger Arztes, George Gottlieb Koehler von Mohrenfeld († 1748). Der neue Hirschberger Gnadenfriedhof wurde in seiner Anlage von vornherein als parkähnliche Umrahmung auf die neu entstehende imposante Gnadenkirche in seiner Mitte hin ausgerichtet. Es sollte nicht nur ein bloßer Begräbnisplatz entstehen, sondern im Sinne des 18. Jahrhunderts ein friedvoller Ort der Trauer, Ruhe, Besinnung und des Gedenkens geschaffen werden. Hier sollte der Vergänglichkeit alles Irdischen und der Verheißung des ewigen Lebens gedacht werden. Für 171 Jahre wurden auf dem Hirschberger Gnadenfriedhof die in der Stadt Verstorbenen evangelischen Glaubens beerdigt.
Aus hygienischen Gründen einigte sich die Stadt Hirschberg mit der evangelischen Kirchengemeinde schließlich, dass der Gnadenkirchhof zum 1. April 1881 geschlossen wird. Der Mediziner Rimann begründete dies in seinem Gutachten vom 6. Februar 1875. Er halte es für einen „wissenschaftlich unumstößlichen Satz, daß das Wasser und die Luft eines Friedhofes durch die verwesenden Leichen verunreinigt werden.“ Nur in bestehenden Erbbegräbnissen und Grufthäusern durften noch Bestattungen stattfinden. Nach dem Ende des Zweiten Weltkriegs 1945, mit dem Schlesien an Polen fiel, verwahrloste der Gnadenkirchhof. Die meisten Grabsteine wurden entfernt, die Grüfte aufgebrochen und ausgeplündert sowie viele Skulpturen und bildhauerische Elemente beschädigt oder gestohlen. Trotz einiger Sicherungsmaßnahmen nach 1989 blieb die bauliche Erhaltung der Grufthäuser bedroht.

### Beschreibung der historischen Anlage

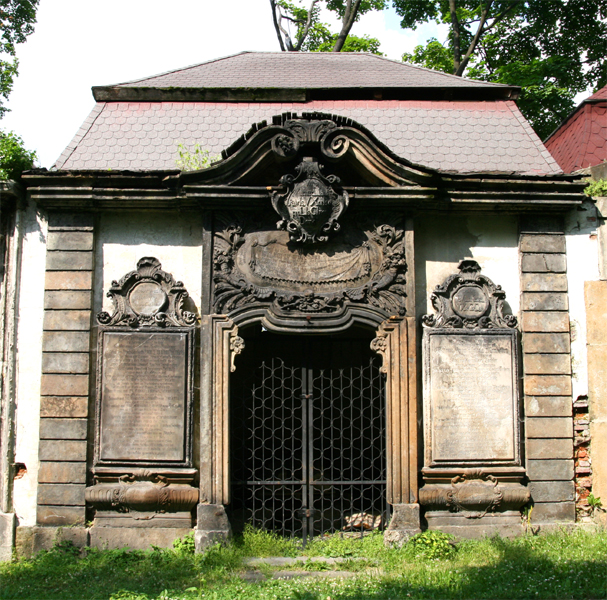
Grufthaus Nr. 11 der Familie Mentzel, vollendet 1726

Der Gnadenkirchhof befindet sich rund um die bis 1945 evangelische Hirschberger Gnadenkirche. Das jetzt katholische Gotteshaus trägt heute die Bezeichnung „Kościół garnizonowy“ (Garnisonskirche), „Kościół Świętego Krzyża“ (Heilig-Kreuz-Kirche) oder auch „Kościół Łaski“ (Gnadenkirche). Die Friedhofsanlage ist von einer hohen Umfriedungsmauer umgeben. Entlang der Innenseite der Mauer reihen sich insgesamt 18 prunkvolle barocke Grufthäuser sowie mehrere Grabmonumente und Epitaphien. Etwa von 1715 bis 1770 entstanden entlang der Friedhofsmauer die prachtvollen Grufthäuser der überaus reichen so genannten „Schleierherren“, Mitglieder der 1658 entstandenen Hirschberger „Kauffmanns-Societät“. Die reich verzierten barocken Grufthäuser sind außerordentlich bedeutende Monumente der Kultur- und Kunstgeschichte Schlesiens. Sie zeugen bis heute von Einfluss, Selbstverständnis und Reichtum der Schleierherren, die es in der Zeit von 1648 bis 1806 vermochten, schlesische Leinenwaren und Leinenschleier über die europäischen Häfen bis nach Amerika, Afrika und Asien zu exportieren.
Auf der großen Fläche zwischen Gnadenkirche und Grufthäusern befand sich früher eine Vielzahl von Grabmälern, die aber nach 1945 nahezu ausnahmslos entfernt wurden. Heute erstreckt sich hier eine Rasenfläche, die von großen Bäumen flankierten Wegen in einzelne Parzellen unterteilt wird. Das viele Grün verleiht dem Friedhof eine parkähnliche Atmosphäre, die auch schon bei seiner Anlage im Jahr 1709 beabsichtigt war. Der Kunsthistoriker Günther Grundmann beschrieb 1916 die gärtnerische Anlage des Kirchhofs wie folgt:
Wenn man die durch die Wege erreichte Aufteilung in Gräberfelder betrachtet, so erkennt man unschwer den Gedanken, strahlenförmig von den Hauptausgängen der Kirche aus den Blick über den Gottesacker führen zu wollen. … Alle diese Wege münden auf dem Umgang, an dem die Grabkapellen liegen und vermitteln zugleich zu den Ausgängen, …
Das einheitliche Bild von Gnadenkirche, Grabmälern und den von Bäumen gesäumten Wegen wird von den Grufthäusern entlang der Umfriedungsmauer malerisch umrahmt.

### Bauliche Vorbilder des Hirschberger Gnadenfriedhofs

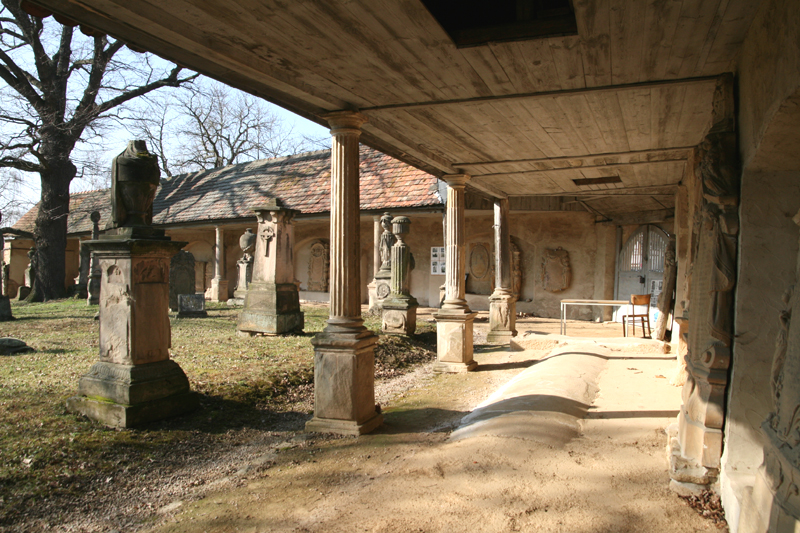
Campo-Santo-Anlage in Büttstedt (Thüringen)

Günther Grundmann geht bei der Suche nach historischen Vorbildern für den Hirschberger Gnadenkirchhof von zwei Entwicklungssträngen aus. Einerseits von der italienischen „Campo-Santo-Anlage“, andererseits von den bekannten umfriedeten mittelalterlichen Wehrkirch- und Wehrfriedhofsanlagen. „Campo Santo“ bedeutet „Heiliges Feld“. Dieser Begriff wird kunstgeschichtlich in erster Linie für solche Friedhofsanlagen verwendet, die an der Innenseite ihrer Außenummauerung mit einem offenen Arkadengang geschmückt sind. Der Campo Santo Monumentale in Pisa ist das berühmteste architektonische Beispiel einer solchen Anlage. Mit seiner Errichtung wurde in den Jahren 1278–1283/83 begonnen. Er ähnelt einem überdimensionalen Kreuzgang mit Grabmonumenten. Im deutschsprachigen Kulturraum begann man im Zuge der Neuanlage städtischer Friedhöfe außerhalb der Stadtmauern ab Mitte des 16. Jahrhunderts erneut, derartige Campo-Santo-Anlagen zu schaffen. Manche Kunsthistoriker sind der Auffassung, dass der in Deutschland in der Reformationszeit entstandene Campo Santo eine eigenständige, von italienischen Vorbildern unabhängige Entwicklung nahm.
Den größten Bekanntheitsgrad eines Campo Santo in Deutschland hat der ab 1557 im Renaissancestil angelegte Stadtgottesacker in Halle (Saale), wo entlang der Friedhofsmauer eine Galerie mit 94 Arkaden angelegt wurde. Unter den Arkaden, die mit Gittern abgeschlossen wurden, befinden sich Grüfte. Es ist wahrscheinlich, dass mehrere Hirschberger Patrizier den Hallenser Stadtgottesacker gesehen haben, weil sie an der Universität Halle studiert haben. Ein weiteres Vorbild für den Hirschberger Gnadenfriedhof war vermutlich der Görlitzer Nikolaifriedhof.
Auch der Zittauer Kreuzfriedhof beherbergt zahlreiche prächtige barocke Grufthäuser, die wie in Hirschberg die reichen Leinenkaufleute und Stadtpatrizier errichten ließen. Die bemerkenswertesten Grabkapellen des Kreuzfriedhofs entstanden 1710–1730 fast zeitgleich mit den Hirschberger Grabkapellen. Auch in den schlesischen Leineweberstädten Landeshut und Schmiedeberg errichteten die reichen Kaufleute Grabkapellen. Die auf dem Kirchhof der katholischen Schmiedeberger Pfarrkirche St. Maria befindlichen drei barocken Grabkapellen stammen etwa aus dem Zeitraum von 1728 bis 1740.

### Grufthäuser

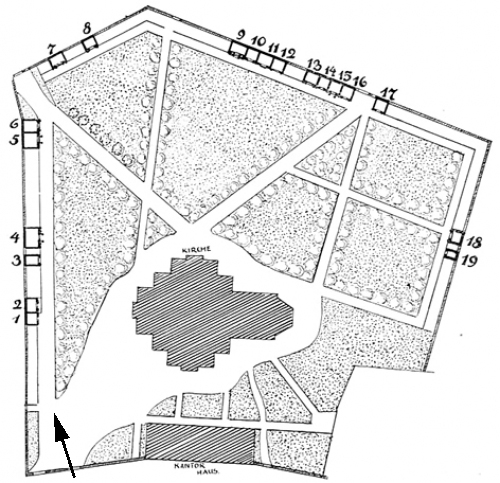
Skizze des Gnadenfriedhofs aus dem Jahr 1916 von Günther Grundmann

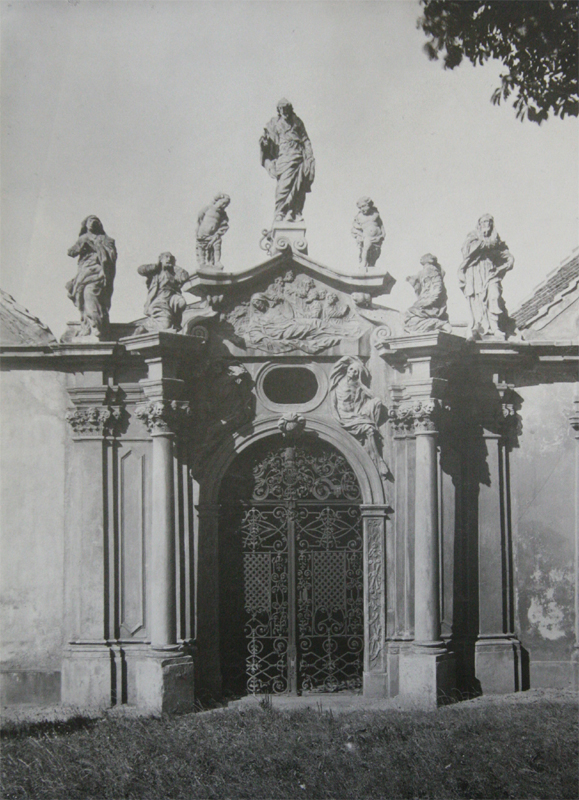
Grufthaus Nr. 15 (Fam. Gottfried/Hess); vollendet um 1738

Bis heute haben sich auf dem Gnadenkirchhof 18 prachtvolle Grufthäuser erhalten, die als Familiengrablegen der reichen Schleierherren der Hirschberger „Kauffmanns-Societät“ genutzt wurden. Die prachtvolle Skulpturen- und der Relief- und Ornamentschmuck der Grufthäuser sowie die verschnörkelten Inschriften ihrer Epitaphe sollen das tiefe Gottvertrauen und die Hoffnung der Verstorbenen auf Auferstehung und ewiges Leben symbolisieren. Im krassen Gegensatz zur Fülle des Lebens und dessen Vergänglichkeit wurden die Todes- und Vanitasmotive mit drallen, lebenslustigen Putti kombiniert. Allerdings spielte wohl auch der irdische Aspekt eine Rolle, wonach die einstige Größe und Macht des Verstorbenen dargestellt werden sollten.
Liste der Grufthäuser (im Uhrzeigersinn links vom Haupteingang, an der ul. 1ego Maja beginnend):
- Nr. 1; Familie Glogner; vollendet 1725
- Nr. 2; Familie Glafey (Schäffer); vollendet 1716
- Nr. 3; Familie Schneider; vollendet nach dem 27. August 1763
- Nr. 4; Familie Winckler (Frantz); vollendet um 1740–1745
- Nr. 5; Familie Martens; vollendet um 1758
- Nr. 6; Familie Tietze; vollendet 1756
- Nr. 7; Familie Baumgart[hen]; vollendet 1727
- Nr. 8; Familie Köhler von Mohrenfeld (Thomann); vollendet um 1725–1728
- Nr. 9; Familie Baumgart[hen] (von Schweinichen); vollendet 1712–1719
- Nr. 10; Familie Kätzler (Linke); vollendet um 1720
- Nr. 11; Familie Mentzel; vollendet 1726
- Nr. 12; Familie Sparr (Kühn); vollendet um 1765
- Nr. 13; Familie Tralles; vollendet 1724
- Nr. 14; Familie Ihle (Lampert); vollendet um 1770
- Nr. 15; Familie Gottfried (Hess); vollendet um 1738
- Nr. 16; Familie Streit (Thielsch); vollendet um 1770
- Nr. 17; Familie Ullmann (Kuntze); um 1760 vollendet
- Nr. 18; Familie Adolph (von Uechtritz); vollendet 1719

## Restaurierung

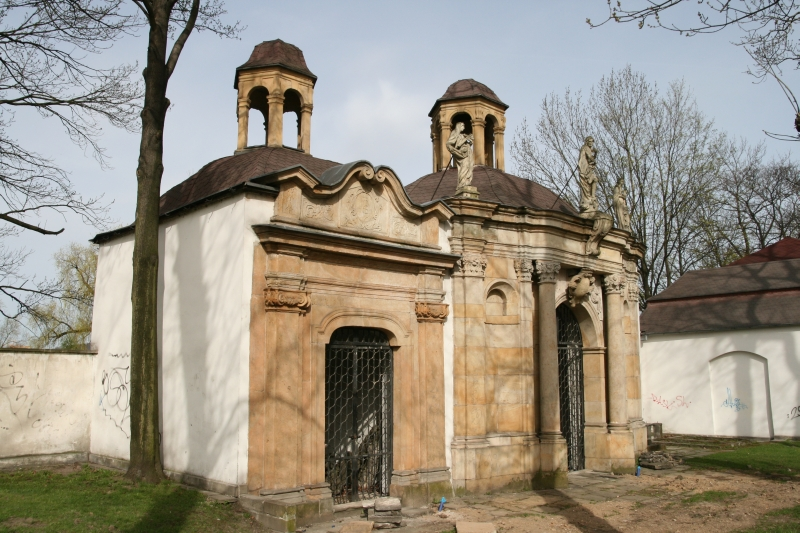
Grufthäuser Nr. 1 (Glogner) und Nr. 2 (Glafey)

Die Stadt Jelenia Góra führt als Lead-Partner zusammen mit dem deutsch-polnischen Verein zur Pflege Schlesischer Kunst und Kultur (VSK) im Rahmen des von der Europäischen Gemeinschaft teilfinanzierten „Operationellen Programms der grenzüberschreitenden Zusammenarbeit Sachsen-Polen 2007–2013“ ein Projekt zur Restaurierung der Grufthäuser und der Sanierung des Gnadenkirchhofs durch. Von 2010 bis 2012 wird der Gnadenkirchhof mit den Grufthäusern grundlegend instand gesetzt. Neben der professionellen Restaurierung der Grufthäuser soll sich der Gnadenkirchof wieder in einen Raum der Andacht, Ruhe und Besinnung zurückverwandeln.

## Bekannte Personen

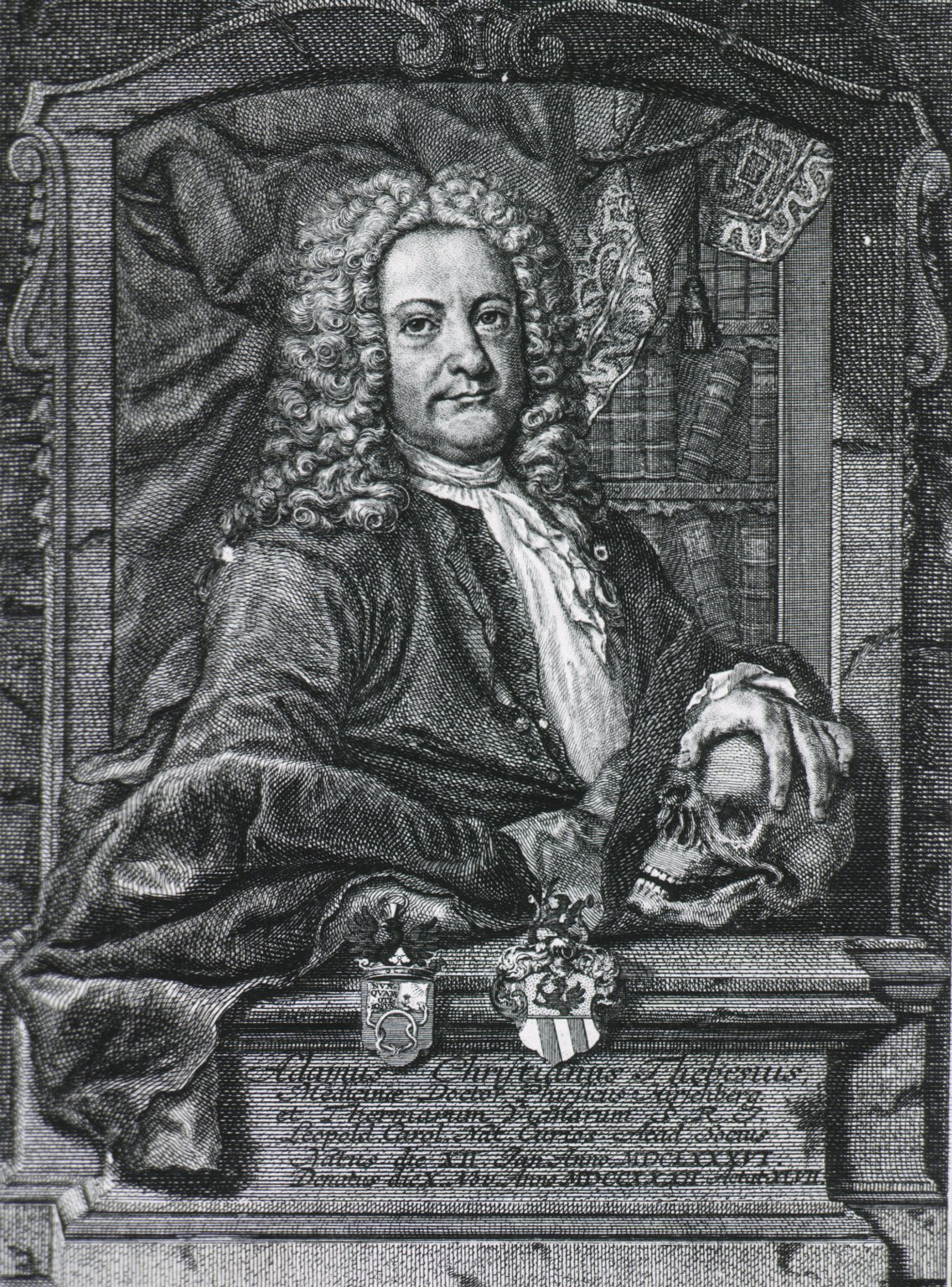
Adam Christian Thebesius, Hirschberger Arzt

Auf dem Gnadenfriedhof wurden u. a. begraben:
- Balthasar Adolph (* wohl in Hirschberg, 1. Februar 1651; † 8. Februar 1696); Kaufmann und Mäzen; Vater von Christian Michael Adolphi;[13] Arzt, Medizinwissenschaftler sowie Sachsen-Naumburgischer Leib-Medicus
- Gottlob Adolph (1685–1745); Pfarrer an der Hirschberger Gnadenkirche; er wurde beim Predigen auf der Kanzel vom Blitz erschlagen
- Daniel von Buchs (* 10. Dezember 1676; † Hirschberg, 14. Juli 1735); geadelter Gutsbesitzer; Kaufmann und Mäzen Hirschbergs und der evangelischen Gnadenkirche
- Johann Gottfried Glafey (Glaffein), (* in Breslau, 16. Oktober 1656; † Hirschberg, 24. November 1720); Gutsbesitzer; Kaufmann und Mäzen Hirschbergs und der evangelischen Gnadenkirche
- Johann Martin Gottfried (* Großenhain/Sachsen, 13. Februar 1685; † Hirschberg, 26. Juli 1737); Kaufmann; Mäzen Hirschbergs und der evangelischen Gnadenkirche
- George Gottlieb Köhler von Mohrenfeld († 1748); Hirschberger Arzt und Edelmann
- Christian Mentzel[14][15](* Hirschberg, 9. September 1667; † ebenda, 23. Februar 1748); der reichste und bekannteste der Hirschberger Kaufleute; Gutsbesitzer; Mäzen seiner Heimatstadt Hirschberg und der evangelischen Gnadenkirche
- Adam Christian Thebesius (1686–1732); Arzt, Medizinwissenschaftler und Hirschberger Stadtphysicus
- Johannes Ehrenfried Thebesius (1717–1758); Arzt, Medizinwissenschaftler und Autor
- Friedrich Wilhelm Winckler[16] (* Leipzig, 4. August 1693; † Hirschberg, 27. Februar 1742); stammte aus dem Leipziger Patriziergeschlecht der Wincklers; Gutsbesitzer; Kaufmann und Mäzen Hirschbergs und der evangelischen Gnadenkirche
- Conrad Streit (* wohl um 1700; † 1772); Kaufmann und Mäzen Hirschbergs; Großvater von Karl Konrad Streit[17]
- Melchior Süßenbach,[18] (* Lissa, 1648; † Hirschberg; 7. Juli 1721); Arzt und Stadtphysicus von Hirschberg